# Мистер Эко
Мистер Эко Тунд (англ. Mr. Eko Tunde) — персонаж из сериала «Остаться в живых» американского телеканала ABC, сыгранный актёром Адевале Акиннуойе-Агбадже. Он был введён во втором сезоне, в серии «По течению», как один из выживших из хвостового отдела самолёта, который потерпел крушение на острове.
Флешбэки открывают нам некоторые факты из жизни Эко. Когда он жил в Нигерии, ему пришлось вступить в банду, чтобы спасти своего брата Йеми (эту роль в трёх эпизодах исполнил Адетокумбох М’Кормак). Позже он стал священником, выдав себя за убитого брата. После того как Эко убил двух бандитов, защищая свою жизнь, он был изгнан. Он покинул Нигерию и стал священником в Австралии. После расследования якобы фальшивого чуда (девочка вернулась к жизни после утопления) в Австралии в 2004 году Эко садится на самолёт рейса 815 авиакомпании Oceanic Airlines. Самолёт разбивается и оставляет Эко и нескольких других выживших пассажиров на кажущемся необитаемым острове. Личные эпизоды Мистера Эко сильно противоречат друг друг. Если в серии "?" показано, что Эко стал священником и продолжил дело брата, что приносило ему личную радость, то в серии "Цена жизни" картина резко противоположная. Причиной этому стал сам Адевале, который решил покинуть сериал.
Создатели «Остаться в живых» Деймон Линделоф и Карлтон Кьюз были поклонниками работы Акиннуойе-Агбадже в сериале «Тюрьма Оз» телеканала HBO и пригласили его играть персонажа в своём сериале. Несмотря на то что Акиннуойе-Агбадже не был изначально заинтересован присоединиться к актёрскому составу, Кьюз и Линделоф его уговорили, но на более короткий период, чем они хотели. Актёр оказал большое влияние на своего героя, изменил его имя и некоторые черты личности. Появившись в проекте на один сезон, Акиннуойе-Агбадже попросил убрать его персонажа из сериала, так как он не чувствовал себя на Гавайях как дома. Они решили, что «шокирующая и эмоциональная смерть» будет лучшим способом устранения героя. Увидев своего брата на острове, Мистер Эко погнался за ним и наткнулся на дымового монстра, который жестоко убил его. Мистер Эко собрал много позитивных откликов от критиков и фанатов, которые были разочарованы, что герой умер после одного сезона. Игрушечная фигурка, изображающая Мистера Эко, была включена во вторую серию игрушек, посвящённых сериалу, произведённую компанией McFarlane Toys.

## Биография

### До авиакатастрофы
Эко родился в небольшой деревне в Нигерии в 1968 году. У него был младший брат — Йеми. Однажды Эко украл немного еды, чтобы накормить Йеми, за что его заставили исповедаться в церкви. Через некоторое время в его деревню приехали боевики — они хотели, чтобы Йеми застрелил старика, но он не стал этого делать. Чтобы спасти Йеми, Эко сам взял пистолет и застрелил старика. Впечатлённые бандиты взяли его с собой — именно они впервые назвали его Мистером Эко. Он вырос свирепым наркоторговцем — продавал огромное количество героина за пределы страны. Однажды Эко возвратился в родную деревню и попросил Йеми, который стал священником в местной церкви, помочь ему вывезти партию героина из страны за деньги. Йеми, под угрозой сожжения церкви, соглашается, но пытается уговорить Эко не лететь — кто-то сообщил обо всём правительству, и правда — через пару минут на аэродроме появляются войска, которые ранят Йеми. Эко затаскивает брата в самолёт , но его самого оттуда сталкивают. По счастливой случайности Эко принимают за Йеми и отпускают. Чувствуя вину за смерть Йеми, Эко занимает место священника в церкви. Однажды к нему приходят бандиты, которые до этого имели дело с Йеми: он отдавал им большую часть вакцины в обмен на безопасность деревни. Сначала Эко отказался работать с ними, но потом был вынужден согласиться. Однако в отношениях с бандитами у Эко не всё ладится, и, когда двое из них приходят к нему в церковь, чтобы отрезать ему руки, он убивает их. Церковь, в которой пролилась кровь, заколачивают, а Мистер Эко отправляется в Лондон.
Позже Эко покидает Англию и работает священником в Австралии под именем Отец Тунд. Его просят расследовать случай оживления утонувшей девочки. После прослушивания записи аутопсии, во время которой она ожила, Эко посещает дом её семьи, где встречает экстрасенса Ричарда Малкина, к которому приходила Клэр Литтлтон. Малкин говорит, что это не чудо, а врачебная халатность, а также сообщает, что он на самом деле не экстрасенс. Эко готовится к отлету в Лос-Анджелес и после покупки билетов встречает Шарлотту, девочку, случай которой он расследовал. Она говорит Эко, что видела Йеми, когда была «между мирами». Эко очень злится на неё, но его останавливает Либби, проходившая мимо.

### На острове
Эко попал в группу спасшихся из хвостовой части самолёта. В первую ночь, когда другие напали на них, Эко убил двоих, которые пытались его похитить. Чувствуя свою вину, он хранил обет молчания в течение 40 дней — всё это время Эко выписывал цитаты из Библии на свою палку. Когда Майкла и Сойера выбрасывает на берег после их кораблекрушения, Эко избивает их и сажает в яму, приготовленную Аной-Люсией. Когда группа собирается на противоположную часть острова, а Майкл сбегает, Эко помогает Джину найти его. Воссоединившись с группой Джека, Эко знакомится с Джоном Локком и некоторыми другими выжившими. В люке Локк показывает Эко видеоинструктаж. Тот, в свою очередь, отдаёт ему вырезанный оттуда фрагмент, который он нашёл на станции «Стрела».
Найдя у Чарли статуэтку с наркотиками, он заставляет отвести его к самолёту. По пути он встречается с чёрным дымом. Затем он находит самолёт и тело брата внутри. Вместе с Чарли они решают сжечь самолёт. Когда Чарли начинают сниться сны, в которых Аарон тонет, Эко предлагает крестить младенца. Как-то раз, навещая Локка, он видит кровать в комнате и просит разрешения поговорить с человеком внутри. Он исповедуется ему. Позднее Эко начинает строительство церкви на пляже, но после того, как во сне к нему приходят Йеми и Ана-Люсия и просят помочь Локку, он должен найти знак вопроса. Эко просыпается и бежит к бункеру. Вместе с Локком он отправляется в погоню за Генри Гейлом. По пути он спрашивает Локка про знак вопроса. По схеме, которую нарисовал Локк, они приходят к нигерийскому самолёту и наутро находят под ним люк станции «Жемчужина».
После просмотра инструктажа станции «Жемчужина» Эко продолжает нажимать на кнопку (ему об этом говорил Йеми во сне).
Когда Локк пытается ему помешать, он выгоняет его из бункера. На следующий день Локк при помощи Десмонда запирается в компьютерной комнате отдельно от Эко и начинает отсчёт. Пытаясь не допустить этого, Эко при помощи Чарли подрывает дверь комнаты, но ему не удается помешать Локку. Он находится внутри бункера, когда Десмонд поворачивает ключ.
Эко выживает, но его утаскивает белый медведь. Позже Локк и Чарли спасают его. Во сне к раненому Эко приходит Йеми. Он зовёт его за собой. Эко бежит за ним в джунгли. Когда Локк, Саид, Десмонд, Никки и Пауло отправляются на станцию «Жемчужина», Эко идет за ними. Он не спускается за остальными вниз и видит Йеми. Эко следует за ним. На лугу брат хочет выслушать исповедь Эко, но тот говорит, что ни о чём не сожалеет и что он все сделал правильно. Йеми отвечает: «Ты говоришь со мной так, будто я твой брат» и убегает. Эко гонится за ним, но встречает чёрный дым, который убивает его. Перед смертью он говорит Локку: «Вы следующие». Его палка указывает направление на станцию «Пламя».